# Aguriahana quadridens
Aguriahana quadridens är en insektsart som beskrevs av Irena Dworakowska 1972. Aguriahana quadridens ingår i släktet Aguriahana och familjen dvärgstritar. Inga underarter finns listade i Catalogue of Life.